# یژی توروویچ
یژی توروویچ (لهستانی: Jerzy Turowicz؛ تلفظ لهستانی: [ˈjɛʐɨ tuˈrɔvit͡ʂ]؛ ۱۰ دسامبر ۱۹۱۲ – ۲۷ ژانویهٔ ۱۹۹۹) یک روزنامه‌نگار و ویراستار اهل لهستان در دوران پس از جنگ جهانی دوم بود.
وی دانش‌آموختهٔ رشتهٔ فلسفه در دانشگاه یاگیلونیا بود و طی جنگ جهانی دوم در روزنامه‌های زیرزمینی فعالیت می‌کرد.
وی بابت فعالیت‌های فرهنگی خود برندهٔ جوایز گوناگونی شد که از آن میان می‌توان به «نشان عقاب سپید» و «نشان خدمت نقره‌ای کراکوف» اشاره کرد.